# Basilique Saint-Hyacinthe de Chicago
La basilique Saint-Hyacinthe (anglais : St. Hyacinth Basilica ; polonais : Bazylika Świętego Jacka) est une basilique mineure historique de Chicago dépendant de l'archidiocèse de Chicago. Elle est située au 3636 West Wolfram Street dans le secteur de Avondale. L'église est placée sous le vocable de saint Hyacinthe de Cracovie.
C'est un exemple de l'architecture dite « style cathédrale polonaise » par son opulence et ses grandes dimensions. C'est l'une des églises monumentales polonaises qui dominent les abords de l'autoroute Kennedy Expressway, avec l'église Notre-Dame-des-Anges, l'église Sainte-Hedwige ou encore l'église Saint-Wenceslas. L'édifice est de style néo-baroque avec des éléments néo-classiques.

## Historique

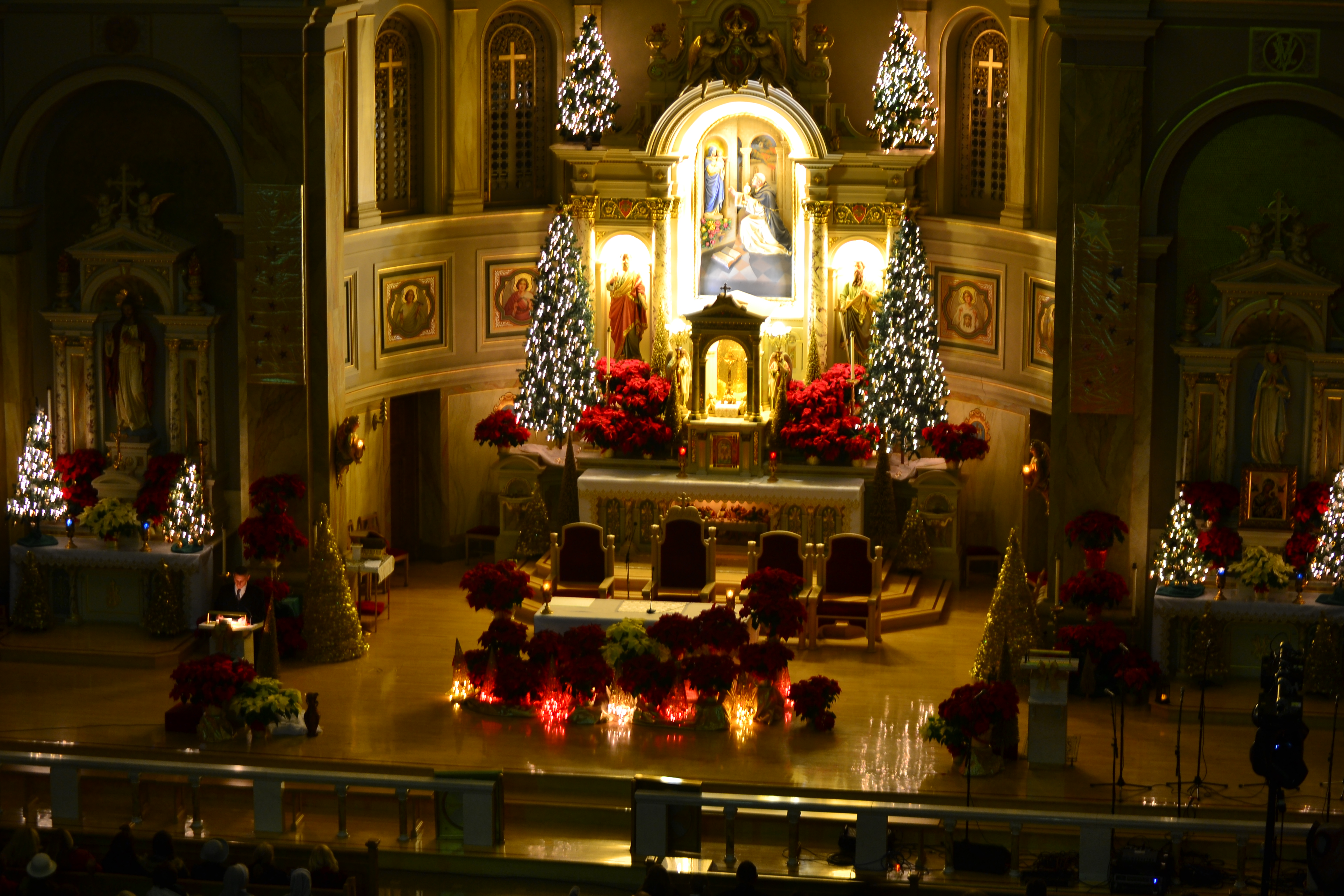
Intérieur de l'église à Noël.

La paroisse a été fondée en 1894 comme paroisse nationale polonaise et elle devient aussitôt le point de ralliement d'un quartier appelé « village  polonais » ou « Jackowo » (d'après le nom du saint en polonais : Jacek). Les résurrectionnistes provenant de la paroisse Saint-Stanislas-Kostka s'occupent d'organiser la paroisse. Ils sont toujours en activité à Saint-Hyacinthe. La paroisse est toujours étroitement liée au sort des nouveaux immigrés polonais arrivés depuis les années 1980 et pas seulement à celui des descendants des premiers arrivants.
Le pape polonais Jean-Paul II a conféré à l'église le titre de basilique mineure, le 26 juin 2003. C'est la troisième de l'Illinois à atteindre ce rang. En 1912, la paroisse cède une portion de territoire pour former une autre paroisse polonaise voisine, l'église Saint-Wenceslas.
Le film Stir of Echoes (Hypnose), sorti en 1999, comporte certaines scènes tournées à Saint-Hyacinthe.
Aujourd'hui, la paroisse est fréquentée par environ huit mille fidèles pour les messes du dimanche. La paroisse possédait une école primaire paroissiale florissante. Dans les années 1960, elle accueillait 2 500 écoliers. Comme elle n'accueillait plus que 154 écoliers pendant l'année scolaire 2014-2015, l'archidiocèse de Chicago a annoncé le 29 octobre 2014 la fermeture de l'école à l'été 2015.

## Point de ralliement des Polonais de Chicago
De nombreux visiteurs polonais sont venus à la basilique pour honorer la communauté polonaise de Chicago, comme le général Haller de Hallenburg, le Premier ministre Mikołajczyk  (qui mourut en exil aux États-Unis), le prix Nobel de la paix et ancien président Lech Wałęsa, ou bien encore Jarosław Kaczyński et son frère, feu Lech Kaczyński, en visite officielle. D'anciens membres du syndicat Solidarité sont venus aussi rencontrer ici la communauté polonaise, comme Anna Walentynowicz, Zbigniew Romaszewski ou encore Antoni Macierewicz. Le futur Jean-Paul II y est venu à plusieurs reprises en tant qu'archevêque de Cracovie et y a fait référence pendant son voyage pastoral à Chicago en 1979. Mgr Cieplak y est venu prier. 
Saint-Hyacinthe a permis aussi à des politiciens d'y venir afin de rechercher l'appui de la communauté polono-américaine, avant de visiter le quartier polonais et ses restaurants. L'ancien président George Bush senior a assisté deux fois à la messe à Saint-Hyacinthe, la première fois en tant que vice-président en 1985 et la seconde fois pendant sa campagne électorale de 1988.
C'est l'une des trois basiliques de la ville avec la basilique Notre-Dame-des-Douleurs et la basilique de la Reine-de-tous-les-Saints.

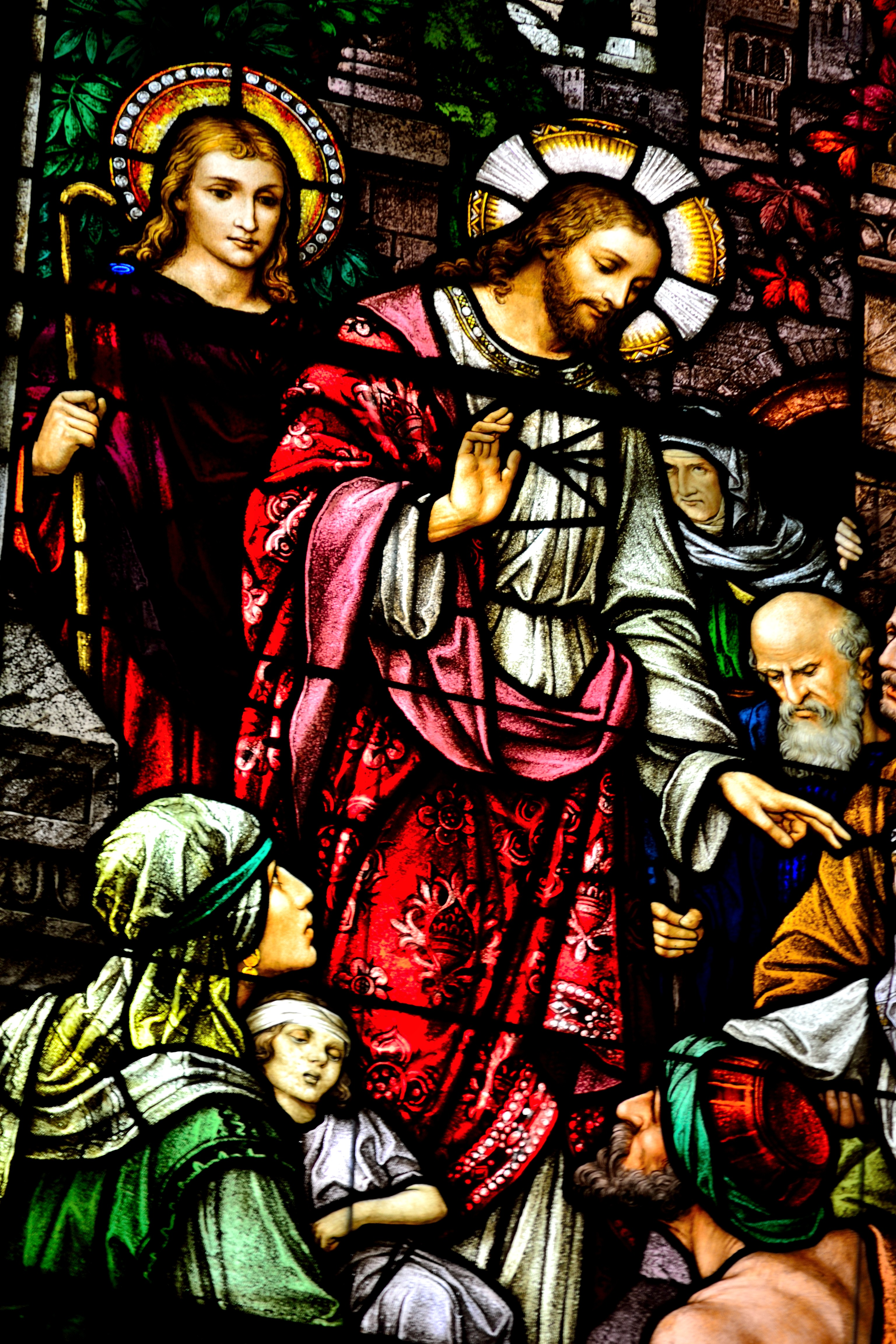
Vitrail de la basilique représentant Jésus guérissant les malades.